# Melasina colonica
Melasina colonica är en fjärilsart som beskrevs av Edward Meyrick 1916. Melasina colonica ingår i släktet Melasina och familjen säckspinnare. Inga underarter finns listade i Catalogue of Life.